# جف آگوس
جف آگوس (انگلیسی: Jeff Agoos؛ زادهٔ ۲ مهٔ ۱۹۶۸) بازیکن بازنشسته و مربی فوتبال اهل ایالات متحده آمریکا است.
از باشگاه‌هایی که در آن بازی کرده‌است می‌توان به ارث کوئیکز و رد بولز اشاره کرد.
وی همچنین در تیم ملی فوتبال ایالات متحده آمریکا بازی کرده و از بازیکنانی با بیشتر بازی ملی برای این تیم است. آرگوس عضو ترکیب بازیکنان تیم ملی آمریکا در جام‌های جهانی ۱۹۹۸ و ۲۰۰۲ بوده است.